# Thaumastoderma moebjergi
Thaumastoderma moebjergi är en djurart som tillhör fylumet bukhårsdjur, och som beskrevs av Clausen 2004. Thaumastoderma moebjergi ingår i släktet Thaumastoderma och familjen Thaumastodermatidae. Arten är reproducerande i Sverige. Inga underarter finns listade i Catalogue of Life.